# Manuel Portela Valladares
Manuel Portela Valladares (né le 31 janvier 1867 à Pontevedra, en Galice, Espagne - mort le 29 avril 1952 en exil à Bandol dans le Var) est un homme d'État espagnol libéral et d'idéologie centriste.

## Biographie
Manuel Portela est ministre sous le règne d'Alphonse XIII et président de gouvernement sous la Seconde République espagnole[réf. nécessaire]..
Il est membre du parti libéral, gouverneur civil de Barcelone en 1910 et 1923, et ministre de la Promotion en septembre 1923. Après la révolution socialiste contre le gouvernement républicain en octobre 1934, Alejandro Lerroux le nomme ministre de l'intérieur en 1935. Plus tard  après un second scandale financier en Espagne en décembre 1935 Niceto Alcalá Zamora forme un cabinet ministériel centriste que Manuel Portela Valladares dirige, formant deux gouvernements avant les élections législatives du 16 février 1936 qui amènent le Front populaire au pouvoir. Mais ce n'est qu'un gouvernement de transition car la chambre du parlement est dissoute le 7 janvier 1936[réf. nécessaire].
Franc-maçon, initié le 28 octobre 1920 dans la loge Phénix n°381, de Barcelone, il atteint le 33º degré du Rite écossais ancien et accepté, au sein duquel il est très actif. Élu grand maître régional de la Grande Loge régionale du Nordeste en 1923, il est un des principaux artisans de la réorganisation du Grand Orient espagnol dans des grandes loges fédérées. En 1924 et 1925, il est délégué de l’obédience à la signature d'un traité d'amitié avec la Grande Loge d'Espagne. Il est aussi membre de la loge « Liberación n°2 » de Barcelone.
Hugh Thomas précise qu'il est un « inlassable historien de l'hérésie de Priscillien. »